# Dieudonné M'bala M'bala

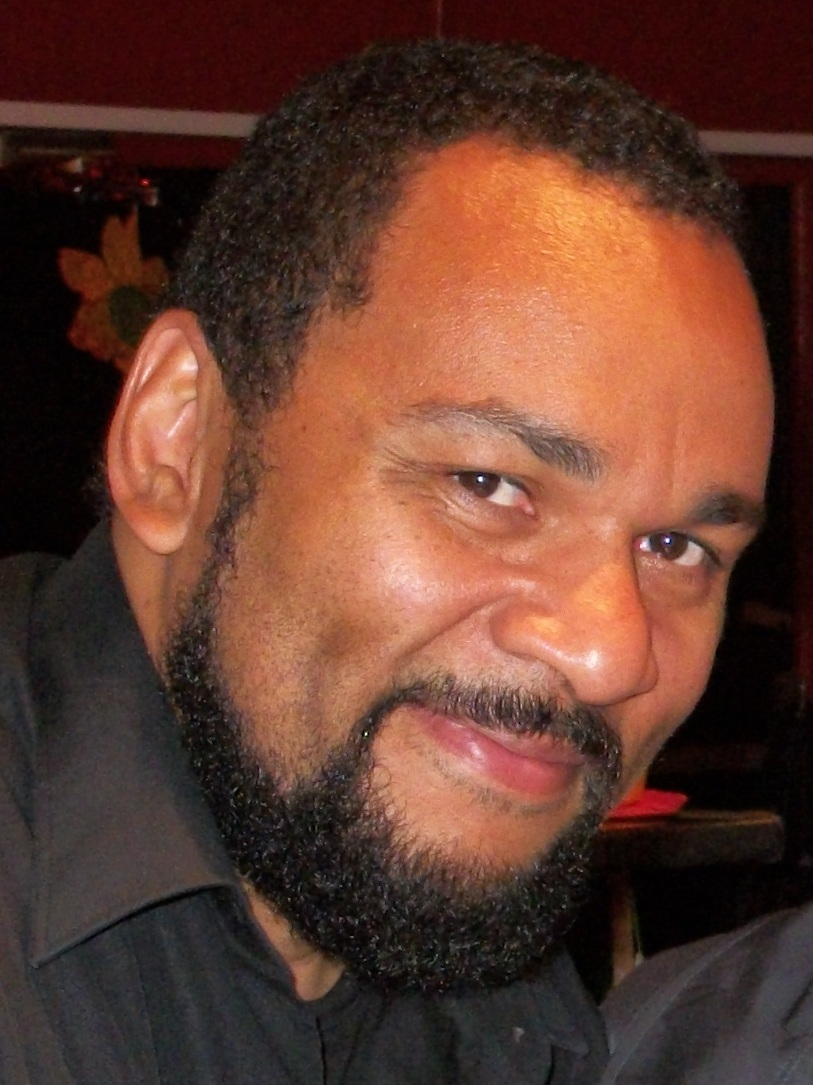
Dieudonné M'bala M'bala in 2009

Dieudonné M'bala M'bala (Fontenay-aux-Roses, 11 februari 1966) is een Frans komiek, politicus en acteur die optreedt onder de artiestennaam Dieudonné .

## Loopbaan
Dieudonné heeft een Franse moeder en een Kameroense vader. Hij trad op met een jeugdvriend, de Joodse komiek Élie Semoun, als het duo Élie en Dieudonné. In 1992 brak het duo nationaal door en eind jaren 90 gingen ze uit elkaar. Vanaf 2000 trad hij op met verschillende solovoorstellingen die politiek getint waren en waarin hij tegenstanders op de hak nam. In 2010 kwam zijn voorstelling Mahmoud uit waarin hij als Mahmoud Ahmadinejad op antisemitische wijze Joden karakteriseerde en historische gebeurtenissen, waaronder slavernij, een eigen draai gaf. In 2012 verscheen zijn eerste film L’Antisémite waarin hij gekleed gaat als een dronken en gewelddadig figuur in een nazi-uniform en gevangenen in concentratiekamp Auschwitz beschimpt. Hij heeft een eigen theater in Parijs.

## Politiek
Aanvankelijk was Dieudonné actief als antiracist en ageerde bij de gemeentelijke verkiezingen in 1997 met de partij Les Utopistes in Dreux tegen het Front National (FN). In 2002 kwam hij in opspraak nadat hij in een interview onder meer Joden bekritiseerd had. Hij probeerde tevergeefs zich te kandideren voor de Franse presidentsverkiezingen 2002. Op 1 december 2003 verscheen hij in een live televisieprogramma waarin hij Israël en (orthodoxe) joden belachelijk maakte. Aan het einde maakte hij de Hitlergroet en riep daarna een woord, naar eigen zeggen "Israël", maar anderen hoorden er een combinatie van "heil" en "Israël" in. Hierna werd hij vrijgesproken van antisemitisme. Bij de Europese Parlementsverkiezingen van 2004 was hij kandidaat voor de extreemlinkse partij Euro-Palestine die hij een paar maanden later verliet. Hij drijft een website die de officiële lezing van de aanslagen op 11 september 2001 in de Verenigde Staten ontkent.
Vanaf 2005 omringde hij zich met verschillende prominente leden van het Front National alsmede complotdenker Thierry Meyssan, filosoof Roger Garaudy en filmmaker Alain Soral. Hij maakte reizen naar Libanon waar hij leden van Hezbollah sprak, en bezocht Auschwitz. Ook keerde hij zich tegen het verenigd Europa. Hij probeerde tevergeefs gekandideerd te worden voor de Franse presidentsverkiezingen van 2007. Hij kreeg steun van prominente FN-leden en verscheen meermaals met Jean-Marie Le Pen met wiens vrouw hij naar Kameroen reisde. Later steunde hij ongevraagd milieuactivist José Bové. Le Pen werd in 2008 peetvader van zijn derde kind. In december 2008 eerde hij holocaustontkenner Robert Faurisson. In maart 2009 werd hij hiervoor vervolgd en aangeklaagd wegens publieke beledigingen tegen personen van het Joodse geloof. Dit resulteerde in een geldboete van €10.000,00 in oktober 2009. In april 2013 stapte Dieudonné naar het Europese Hof voor de Rechten van de Mens aangaande deze zaak. Die oordeelde dat, ondanks satire onder de vrijheid van meningsuiting valt, Dieudonné dit recht misbruikte. Zijn beroep werd niet-ontvankelijk verklaard met een verwijzing naar artikel 17 EVRM.
Met een anticommunistische en -zionistische partij nam hij niet succesvol deel aan de Europese Parlementsverkiezingen van 2009.